# Philoganga
Philoganga is een geslacht van libellen (Odonata) uit de familie van de Philogangidae.

## Soorten
Philoganga omvat 4 soorten:
- Philoganga loringae Fraser, 1927
- Philoganga montana (Hagen in Selys, 1859)
- Philoganga robusta Navás, 1936
- Philoganga vetusta Ris, 1912